# Tretanorhinus mocquardi
Espèce
Tretanorhinus mocquardi  est une espèce de serpents de la famille des Dipsadidae.

## Répartition
Cette espèce se rencontre :
- au Panama ;
- en Équateur.

## Étymologie
Cette espèce est nommée en l'honneur de François Mocquard.

## Publication originale
- Bocourt, 1891 : Note sur quelques ophidiens de l'Amérique intertropicale appartenant au genre Tretanorhinus. Le Naturaliste, sér. 2, vol. 5, p. 121-122 (texte intégral).